# Mayo Poutchou (Tignère)
Pour les articles homonymes, voir Mayo Poutchou.
Mayo Poutchou (ou Nassarao) est un village du Cameroun situé dans la région de l'Adamaoua et le département du Faro-et-Déo. Il fait partie de la commune de Tignère.

## Population
En 1971, Mayo Poutchou comptait 130 habitants, principalement Foulbe.
Lors du recensement de 2005, le village comptait 153 personnes, 76 de sexe masculin et 77 de sexe féminin.